# 派桑杜 (巴西)
派桑杜是巴西巴拉那州的一个市镇。总面积170.837平方公里，总人口36336人，人口密度212.7人/平方公里。